# Malinsfjall
Malinsfjall är ett berg på ön Viðoy i den nordligaste delen av Färöarna som reser sig 750 meter över havet.
Bergen täcker nästan hela ön och befolkningen är koncentrerad till två områden, Viðareiðis i norr och Hvannasund. Till skillnad från de högsta topparna på ön, som ligger norr om Viðareiðis (bland annat Villingadalsfjall som reser sig 841 meter) ligger Malinsfjall söder om samhället.